# Xantho philipes
Xantho philipes är en kräftdjursart som beskrevs av Alphonse Milne-Edwards 1867. Xantho philipes ingår i släktet Xantho, och familjen Xanthidae. Arten är reproducerande i Sverige.